# Antigonish County
Antigonish County ist ein County an der Nordküste der ostkanadischen Provinz Nova Scotia. Die an der Northumberlandstraße gelegene Verwaltungseinheit hatte 2011 19.301 Einwohner auf einer Fläche von 1.457,99 km². Der Verwaltungssitz ist der Ort Antigonish, der über den Nova Scotia Highway 104 an das übrige Verkehrsnetz angeschlossen ist.

## Geschichte
Als Sydney County entstand 1785 erstmals eine Verwaltungseinheit auf diesem Gebiet, deren Grenzen am 16. Dezember 1785 festgelegt wurden. 1822 erfolgte eine Vergrößerung durch die Eingliederung des Townships St. Mary, der seit seiner Gründung 1818 auch teilweise zum Halifax County gehörte. Eine Verkleinerung erfolgte dagegen 1836 durch die Abspaltung von Guysborough County.

## Gemeinden
Im Antigonish County gibt es den Town Antigonish. Alle weiteren Ansiedlungen sich nicht selbständig (incorporated villages) und werden von der Countyverwaltung unter dem Namen Municipality of the County of Antigonish mitverwaltet.